# Francisco Lococo
Francisco Lococo fue un empresario cinematográfico y teatral que falleció el 2 de enero de 1997 en Buenos Aires, Argentina. 
Era hijo de Clemente Lococo, un empresario que falleció en 1980, cuyo nombre estaba unido al del Teatro Ópera. En efecto, cuando en 1935 se ensanchó la avenida Corrientes sobre la que estaba situado el mismo, Clemente Lococo compró el terreno y mandó edificar un edificio nuevo de fachada art déco. Lococo también era dueño de una importante cadena de salas cinematográficas, tanto en Buenos Aires como en Mar del Plata.
Al fallecer su padre, Francisco Lococo quedó a cargo de la sala del Opera, en la cual ofreció los más notables espectáculos internacionales y a los mayores intérpretes de todas las disciplinas del arte. Así pasaron por su escenario artistas de la importancia de Aldo Fabrizi, Nino Manfredi, Ornella Vanoni, Maurice Chevalier, Vittorio Gassman, Marlene Dietrich, Duke Ellington y Charles Aznavour, además del show del Lido de París.
Durante varios años Francisco Lococo tuvo cargos directivos, incluyendo los de presidente y de vicepresidente de la Sociedad Cinematográfica Argentina, que reúne a los exhibidores de películas de Buenos Aires. Otras de las aficiones fueron las carreras de caballos, y fue integrante de la asociación Criadores Argentinos del Sangre Pura de Carrera. 
Francisco Lococo falleció el 2 de enero de 1997 en Buenos Aires, Argentina, luego de una larga enfermedad.